# 约纳瓦机场
约纳瓦机场，是位于立陶宛约纳瓦东南9公里处的一座机场。因靠近鲁克拉，也被称为鲁克拉机场。